# Nödgiven
Nödgiven är en sjö i Skinnskattebergs kommun i Västmanland och ingår i Norrströms huvudavrinningsområde. Sjöns area är 0,01 kvadratkilometer och den befinner sig 97 meter över havet.